# Baszta przy ul. Podmurnej 60 w Toruniu
Baszta przy ul. Podmurnej 60 w Toruniu – jedna z dziewięciu zachowanych do dziś baszt obronnych w Toruniu.
Pochodzi z końca XIII wieku i należy do najstarszych tego typu budowli znajdujących się na Starym Mieście. Była otwarta od strony miasta. Początkowo miała trzy ściany, czwartą dobudowano w XV wieku. W połowie XVIII wieku dobudowano jednopiętrową przybudówkę (przebudowaną w połowie XIX wieku). Podczas przebudowy w XIX wieku dodano żuraw towarowy, a baszta pełniła funkcję magazynu.
W baszcie mieści się siedziba Towarzystwa Miłośników Torunia oraz konsulat Mołdawii.